# Wen (Longnan)
Der Kreis Wen (chinesisch 文县, Pinyin Wén Xiàn) ist ein Kreis der bezirksfreien Stadt Longnan in der nordwestchinesischen Provinz Gansu. Wen hat eine Fläche von 4.998 km² und zählt 229.300 Einwohner (Stand: Ende 2018). Hauptort ist die Großgemeinde Chengguan (城关镇).

## Administrative Gliederung
Auf Gemeindeebene setzt sich Wen aus 3 Großgemeinden, einer Nationalitätengemeinde und 21 Gemeinden zusammen. Diese sind:
- Großgemeinde Chengguan (城关镇), Sitz der Kreisregierung;
- Großgemeinde Bikou (碧口镇);
- Großgemeinde Shangde (尚德镇);
- Nationalitätengemeinde Tielou der Tibeter (铁楼藏族乡);
- Gemeinde Hengdan (横丹乡);
- Gemeinde Danbao (丹堡乡);
- Gemeinde Shangdan (上丹乡);
- Gemeinde Liujiaping (刘家坪乡);
- Gemeinde Yulei (玉垒乡);
- Gemeinde Fanba (范坝乡);
- Gemeinde Dianba (店坝乡);
- Gemeinde Xiaojia (肖家乡);
- Gemeinde Zhongmiao (中庙乡);
- Gemeinde Koutouba (口头坝乡);
- Gemeinde Jianshan (尖山乡);
- Gemeinde Linjiang (临江乡);
- Gemeinde Liping (黎坪乡);
- Gemeinde Sheshu (舍书乡);
- Gemeinde Dunzhai (屯寨乡);
- Gemeinde Qiaotou (桥头乡);
- Gemeinde Baoziba (堡子坝乡);
- Gemeinde Shifang (石坊乡);
- Gemeinde Shijiba (石鸡坝乡);
- Gemeinde Maying (马营乡);
- Gemeinde Zhongzhai (中寨乡).